# System of a Downs diskografi
Dette er en liste over det alternative metal-band System of a Downs diskografi.
System of a Down blev dannet af Serj Tankian og Daron Malakian i 1995 efter deres gamle gruppe Soil gik i opløsning. Kort tid efter rekrutterede de bassisten Shavo Odadjian og senere trommeslageren Andy Khachaturian, som efter tre demoudgivelser forlod dem, og blev erstattet af John Dolmayan. Med de tidlige demoer og intense optrædener gjorde bandet sig meget bemærket på Los Angeles' forskellige natklubber. En af deres beundre blev den anerkendte producer Rick Rubin, som i 1997 valgte at indlemme dem under sit pladeselskab American Recordings. Året efter udgav de deres debutalbum, som blev modtaget med blandede anmeldelser af pressen. Efter den næsten to år lange turné kunne de vende tilbage til studiet med nyt materiale. Dette førte til gennembruddet Toxicity i 2001, som blev placeret på 1. pladsen i både USA og Canada. I anden halvdel af 2001 kom uudgivne numre fra optagelserne til Toxicity i omløb på internettet, hvilket medførte bandet tog i studiet for at genindspille disse sange. Dette førte til det tredje album Steal This Album!, der sammenlignet med Toxicity ikke blev nogen bemærkelsesværdig succes, og en promovationsturné fulgte heller ikke i kølvandet. I 2005 var System of a Down klar med et dobbeltalbum hvoraf den første del fik navnet Mezmerize, og blev udgivet i maj måned. Seks måneder efter udsendte de anden halvdel, Hypnotize. Begge blev modtaget utroligt vel af offentligheden og begge endte som nummer 1 på den amerikanske Billboard 200. I denne sammenhæng vandt gruppen også deres første grammy for sangen "B.Y.O.B." i kategorien Best Hard Rock Performance. I 2006 annoncerede Bandet de ville holde pause. Denne strakte sig over 5 år før de i november 2011 bekendtgjorde, de ville vende tilbage for at turnere.

## Studiealbums
| År                                                             | Albumdetaljer | Hitlisteplacering | Hitlisteplacering | Hitlisteplacering | Hitlisteplacering | Hitlisteplacering | Hitlisteplacering | Hitlisteplacering | Hitlisteplacering | Hitlisteplacering | Hitlisteplacering | Certificeringer                                              |
| År                                                             | Albumdetaljer | US                | AUS               | CAN               | FIN               | GER               | IRE               | NLD               | NZ                | SWI               | UK                | Certificeringer                                              |
| -------------------------------------------------------------- | --- | ----------------- | ----------------- | ----------------- | ----------------- | ----------------- | ----------------- | ----------------- | ----------------- | ----------------- | ----------------- | ------------------------------------------------------------ |
| 1998                                                           | System of a Down - Udgivet: 30. juni, 1998 - Pladeselskab: American Recordings (#68924) - Format: CD, Kassette, Musikdownload | 124               | 48                | —                 | —                 | —                 | —                 | 68                | —                 | —                 | 103               | - US: Platin - CAN: Guld                                     |
| 2001                                                           | Toxicity - Udgivet: 4. september 2001 - Pladeselskab: American Recordings(#62240) - Format: CD, Kassette, LP, Musikdownload   | 1                 | 6                 | 1                 | 8                 | 23                | 17                | 17                | 7                 | 31                | 13                | - US: 3× Platin - AUS: 3× Platin - CAN: 2× Platin - UK: Guld |
| 2002                                                           | Steal This Album! - Udgivet: 26. november 2002 - Pladeselskab: American/Columbia (#87062) - Format: CD, LP, Musikdownload     | 15                | 11                | —                 | 25                | 14                | 47                | 41                | 26                | 25                | 56                | - US: Platin - AUS: Gold                                     |
| 2005                                                           | Mezmerize - Udgivet: 17. maj, 2005 - Pladeselskab: American/Columbia (#90648) - Format: CD, LP, Musikdownload                 | 1                 | 1                 | 1                 | 2                 | 1                 | 2                 | 5                 | 1                 | 1                 | 2                 | - US: Platin - AUS: Platin - CAN: 3× Platin - NZ: Platin     |
| 2005                                                           | Hypnotize - Udgivet: 22. november, 2005 - Label: American/Columbia (#93871) - Format: CD, LP, DL                              | 1                 | 3                 | 1                 | 1                 | 4                 | 10                | 15                | 1                 | 4                 | 11                | - US: Platin - AUS: Guld                                     |
| "—" Markerer udgivelserne som ikke blev placeret på hitlisten. | |                   |                   |                   |                   |                   |                   |                   |                   |                   |                   |                                                              |

## Singler
| År                                                           | Sang                | Hitlisteplacering | Hitlisteplacering | Hitlisteplacering | Hitlisteplacering | Hitlisteplacering | Hitlisteplacering | Hitlisteplacering | Hitlisteplacering | Hitlisteplacering | Hitlisteplacering | Hitlisteplacering | Tildeling    | Album             |
| År                                                           | Sang                | USA               | USA Main.         | US Alt.           | AUS               | CAN               | FIN               | GER               | IRL               | NLD               | SVE               | UK                | Tildeling    | Album             |
| ------------------------------------------------------------ | ------------------- | ----------------- | ----------------- | ----------------- | ----------------- | ----------------- | ----------------- | ----------------- | ----------------- | ----------------- | ----------------- | ----------------- | ------------ | ----------------- |
| 1998                                                         | "Sugar"             | —                 | 28                | 31                | —                 | —                 | —                 | —                 | —                 | —                 | —                 | 136               |              | System of a Down  |
| 1999                                                         | "Spiders"           | —                 | 25                | 38                | —                 | —                 | —                 | —                 | —                 | —                 | —                 | —                 |              | System of a Down  |
| 2001                                                         | "Chop Suey!"        | 76                | 12                | 7                 | 14                | 21                | —                 | —                 | 46                | 25                | —                 | 17                | USA: Guld    | Toxicity          |
| 2002                                                         | "Toxicity"          | 70                | 10                | 3                 | 39                | —                 | —                 | 88                | 47                | 75                | 90                | 25                |              | Toxicity          |
| 2002                                                         | "Aerials"           | 55                | 1                 | 1                 | 36                | —                 | —                 | 80                | 35                | —                 | —                 | 34                |              | Toxicity          |
| 2002                                                         | "Innervision"       | 107               | 12                | 14                | —                 | —                 | —                 | —                 | —                 | —                 | —                 | —                 |              | Steal This Album! |
| 2005                                                         | "B.Y.O.B."          | 27                | 4                 | 4                 | 42                | —                 | —                 | —                 | —                 | —                 | —                 | 26                | US: Platinum | Mezmerize         |
| 2005                                                         | "Question!"         | 102               | 7                 | 9                 | —                 | —                 | —                 | —                 | 47                | —                 | —                 | 41                |              | Mezmerize         |
| 2005                                                         | "Hypnotize"         | 57                | 5                 | 1                 | —                 | —                 | 4                 | 83                | 47                | 31                | —                 | 48                | US: Gold     | Hypnotize         |
| 2006                                                         | "Lonely Day"        | 123               | 12                | 10                | 37                | —                 | 16                | 46                | —                 | —                 | 72                | 72                |              | Hypnotize         |
| 2006                                                         | "Kill Rock 'N Roll" | —                 | 38                | —                 | —                 | —                 | —                 | —                 | —                 | —                 | —                 | —                 |              | Hypnotize         |
| "—" Markerer udgivelser som ikke blev placeret på hitlisten. |                     |                   |                   |                   |                   |                   |                   |                   |                   |                   |                   |                   |              |                   |

## Andre optrædener
- Chef Aid: The South Park Album (1998) – "Will They Die 4 You?"
- Strangeland (1998) – "Marmalade"
- Scream 3 (2000) – "Spiders"
- Book of Shadows: Blair Witch 2 (2000) – "Mind"
- Dracula 2000 og Not Another Teen Movie (2000) – "The Metro" (Berlin cover)
- Loud Rocks (2000) – "Shame"
- Nativity in Black, Vol. 2: A Tribute to Black Sabbath (2000) – "Snowblind"
- Heavy Metal 2000 (2000) – "Störagéd"

### Fodnoter
1. 1 2  "System of a Down > Charts & Awards > Billboard Albums". Allmusic. Rovi Corporation. Hentet 15. juli 2011.
2. 1 2  "Discography System of a Down". australian-charts.com. Hentet 26. januar 2009.
3. 1 2  "Discography System of a Down". finnishcharts.com. Hentet 26. januar 2009.
4. ↑  "System of a Down > Chartverfolgung > Longplay". Musicline.de (tysk). PhonoNet GmbH. Arkiveret fra originalen 3. april 2012. Hentet 26. januar 2009.
5. 1 2  "Discography System of a Down". irish-charts.com. Hentet 26. januar 2009.
6. 1 2  "Discografie System of a Down" (nederlandsk). dutchcharts.nl. Hentet 26. januar 2009.
7. ↑  "Discography System of a Down". charts.org.nz. Arkiveret fra originalen 6. marts 2016. Hentet 26. januar 2009.
8. 1 2  "Discography System of a Down". swisscharts.com. Hentet 26. januar 2009.
9. 1 2  "Chart Log UK: DJ S – The System of Life". Zobbel. Hentet 26. januar 2009.
10. 1 2 3 4 5 6 7 8  "RIAA Certifications". Recording Industry Association of America. Hentet 2008-06-24.
11. ↑  "Gold & Platinum Certification – February 2002". Canadian Recording Industry Association. Arkiveret fra originalen 22. november 2010. Hentet 2010-08-19.
12. ↑  "ARIA Charts — Accreditations - 2009 Albums". Australian Recording Industry Association. Hentet 6. marts 2009.
13. ↑  "Gold & Platinum Certification – August 2002". Canadian Recording Industry Association. Arkiveret fra originalen 19. oktober 2010. Hentet 2010-08-20.
14. ↑  "Certified Awards". British Phonographic Industry. 9. november 2001. Arkiveret fra originalen 3. juli 2016. Hentet 2. oktober 2011.
15. ↑  "ARIA Charts — Accreditations - 2002 Albums". Australian Recording Industry Association. Hentet 6. marts 2009.
16. 1 2  "ARIA Charts — Accreditations - 2005 Albums". Australian Recording Industry Association. Hentet 2009-01-27.
17. ↑  "RIANZ". Arkiveret fra originalen 11. juni 2012. Hentet 2. oktober 2011.
18. 1 2 3  "System of a Down > Charts & Awards > Billboard Singles". Allmusic. Rovi Corporation. Hentet 15. juli 2011.
19. ↑  "System of a Down Album & Song Chart History: Alternative Songs". Billboard. Prometheus Global Media. Hentet 15. juli 2011.
20. ↑  "System of a Down > Chartverfolgung > Single". Musicline.de (tysk). PhonoNet GmbH. Arkiveret fra originalen 3. april 2012. Hentet 26. januar 2009.
21. 1 2  "System of a Down > Hypnotize > > Charts & Awards > Billboard Singles". Allmusic. Rovi Corporation. Hentet 15. juli 2011.